# Châtelperronien

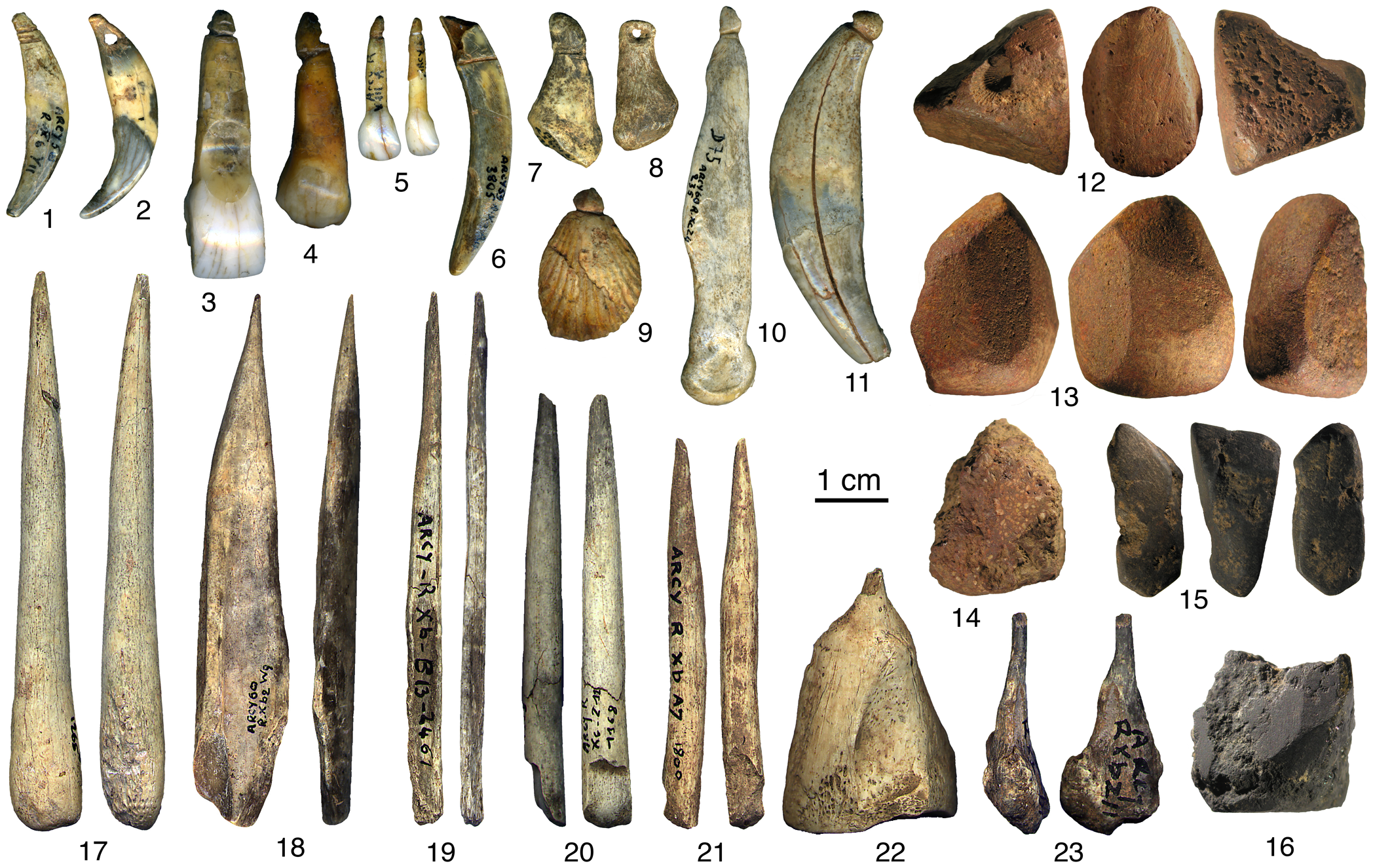
Nástroje z období châtelperronienu

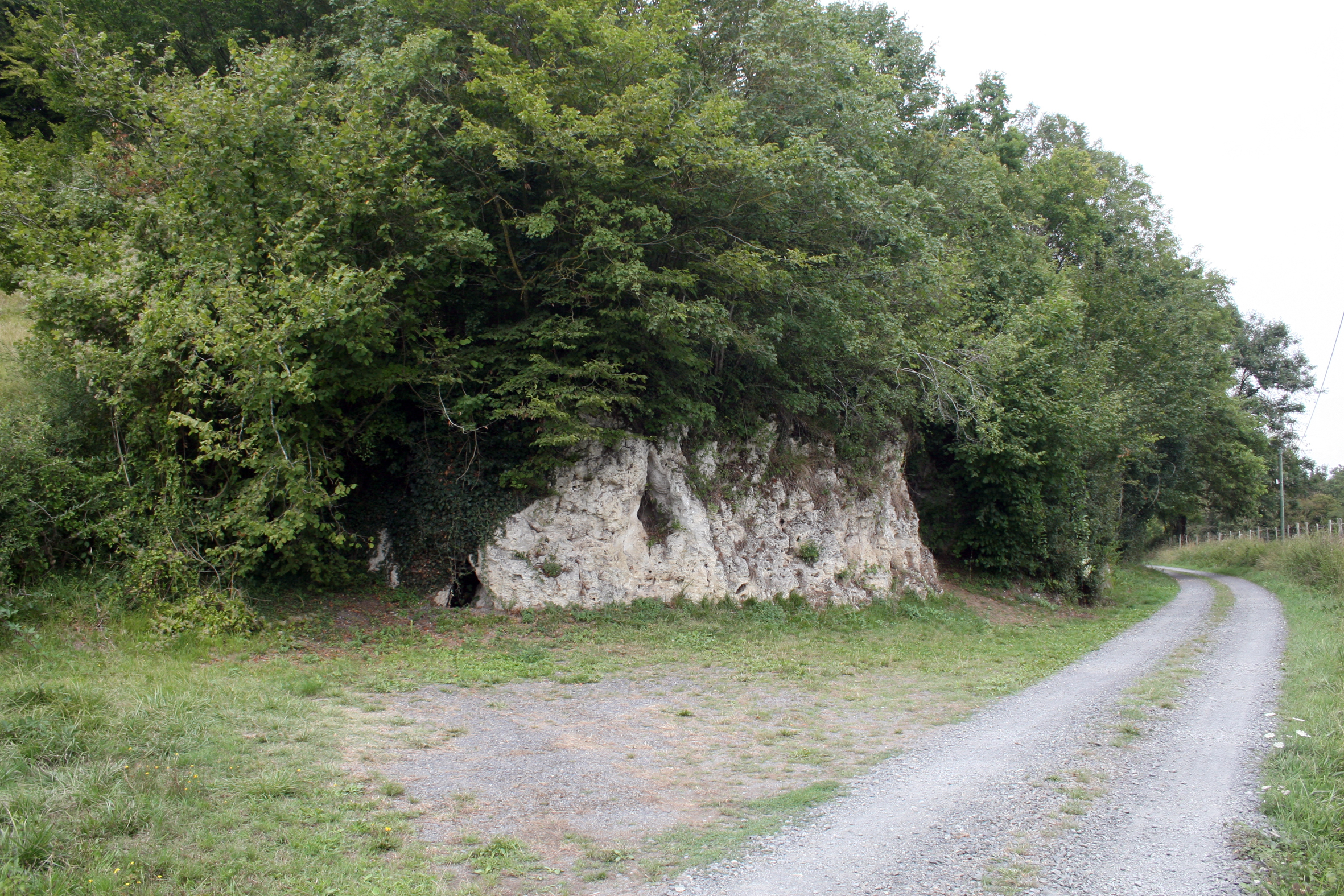
Jeskyně Grotte des Fées

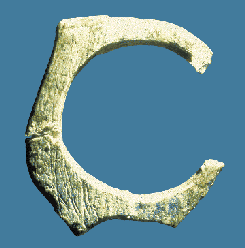
Náušnice z Arcy

Châtelperronien je archeologická kultura z počátku mladého paleolitu (zhruba 45 až 37 tisíc let BP.). Její pozůstatky byly nalezeny ve Francii a severním Španělsku. Typovou lokalitou je jeskyně La Grotte des Fées u vesnice Châtelperron v departementu Allier. Jeskyni objevil roku 1867 místní doktor Guillaume Bailleau a v roce 1906 odborně prozkoumal zdejší nálezy Henri Breuil. Dorothy Garrodová navrhla v roce 1938 pro toto období název châtelperronien. Přesné zařazení této kultury je ale stále předmětem diskusí, neboť archeologický materiál je nepočetný a jeho datace je nejistá. Někteří odborníci ji odmítají uznat za samostatnou kulturu a považují ji za amalgám moustérienských a aurignacienských artefaktů, ve Francii je tradičně pokládána za ranou fázi périgordienu.
Příslušníci této kultury používali nástroje z kostí a mamutích klů, byly také objeveny hroty nožů či oštěpů z pazourku, vyznačující se důmyslným opracováním. Objevují se dekorativní ornamenty, rozvoj estetického cítění dokládají i kostěné náušnice nalezené v Arcy-sur-Cure. Rozvoj châtelperronienu spadá do klimaticky mírnějšího interpleniglaciálu ve würmském období, kdy byly typickými živočišnými druhy nosorožec srstnatý a sob polární. Západní Evropu tehdy obývali neandertálci, jak dokládá kostra nalezená v Saint-Césaire. Pokud šlo skutečně o výrobce zmíněných nástrojů, byl by châtelperronian nejpokročilejší neandertálskou industrií. Jean-Jacques Hublin vyslovil na základě nalezených artefaktů názor, že neandertálci v této době přebírali technologie moderních lidí a adaptovali je na své životní podmínky. Jared Diamond tento proces přirovnal k indiánům, kteří po příchodu Evropanů začali používat koně a střelné zbraně.